# Иоланда Бретонская
Иоланда Бретонская (фр. Yolande de Bretagne; 1218 — 10 октября 1272) — графиня Пентьевр (1237—1272), жена Гуго XI де Лузиньян, регент графств Ангулем и Ла Марш (1250—1256).

## Биография
Иоланда родилась в конце 1218 года в Дрё. Она была вторым ребёнком и единственной дочерью в семье герцогов Бретани Пьера Моклерка де Дрё, правнука короля Людовика VI, и Алисы де Туар, дочери Ги де Туар и Констанции Бретонской. В 1221 году, после смерти Алисы де Туар, герцогом Бретани стал старший брат Иоланды, 4-летний Жан I, а овдовевший Пьер Моклерк стал опекуном герцогства.

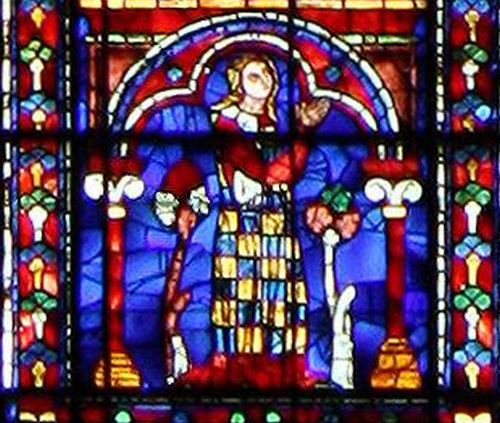
Иоланда Бретонская

До появления потомства у брата Иоланда считалась его наследницей и потому была желанной невестой. В 1225 году был заключен договор о помолвке 7-летней Иоланды и 18-летнего короля Англии Генриха III. Однако возможности подобного брака воспротивился король Франции Людовик VIII, опасавшийся что Бретань попадет под английское влияние. Взамен Людовик VIII предложил в мужья Иоланде своего сына Жана, графа Анжуйского. Однако этот брак также не состоялся: Жан умер в 1232 году в возрасте 13 лет.
Наконец, в январе 1236 года 17-летняя Иоланда была выдана за Гуго XI де Лузиньяна, сына и наследника Гуго X де Лузиньяна, графа Ангулема и де Ла Марш, старого соратника Пьера Моклерка. В приданое дочери Пьер Моклерк отдал графство Пентьевр, отобранное им в 1214 году у Генриха II д’Авогура.
В 1250 году Иоланда стала регентом графств Ангулем и Ла Марш, после того как в Египте с разницей в один год погибли её свекор и муж, участвовавшие в Седьмом крестовом походе.
Иоланда умерла 10 октября 1272 года в Шато-де-Бутвиль. Погребена в аббатстве Нотр-Дам де Вильнёв близ Нанта.
После смерти Иоланды графство Пентьевр захватил её брат герцог Бретонский Жан I.

## Семья
С января 1236 года замужем за Гуго XI де Лузиньян (ок. 1221 — 6 апреля 1250), графом Ангулема и де Ла Марш. Дети:
- Гуго XII Коричневый (ум. 1270), сеньор де Лузиньян, граф де Ла Марш и д’Ангулем.
- Ги, сеньор де Куэ, де Пейра и де Ла Фер-ан-Тарденуа.
- (?) Жоффруа (ум. 1264).
- Алиса (ум. 1290), с 1253 года замужем за Гилбертом де Клером, 7-м графом Глостер и 7-м графом Хартфорд.
- Мария (ум. ок. 1266), замужем за Робертом де Феррерс, 6-м графом Дерби.
- Изабелла (ум. после 1304), замужем за Морисом II де Бельвиль.
- Иоланда (ум. 1305/1306), замужем за Пьером I де Прео.